# 克蘭德鄉

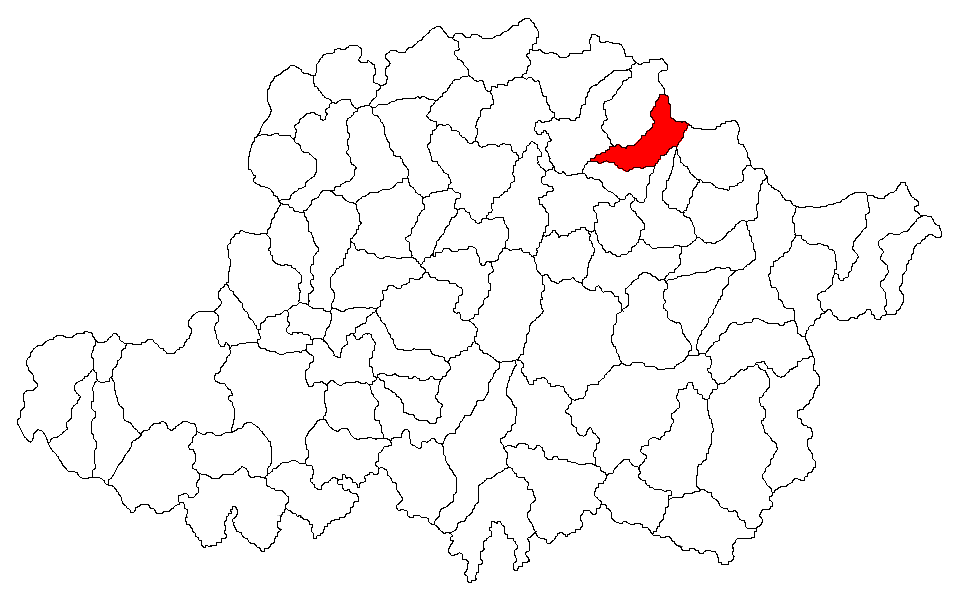
在羅馬尼亞的位置

46°27′00″N 22°04′59″E / 46.450°N 22.083°E
克蘭德鄉（羅馬尼亞語：Comuna Cărand, Arad），是羅馬尼亞的鄉份，位於該國西部，由阿拉德縣負責管轄，面積38平方公里，海拔高度172米，2011年人口1,036，人口密度每平方公里35人。